# Frank Borghi
Frank Borghi   (Saint Louis, 9 d'abril de 1925 - Saint Louis, 2 de febrer de 2015) fou un futbolista estatunidenc de la dècada de 1940.
Fou nou cops internacional amb la selecció dels Estats Units, amb la qual participà en el Mundial de 1950. Pel que fa a clubs, jugà com a professional a St. Louis Simpkins-Ford.